# Udo von Westernhagen
Udo Albert Thilo von Westernhagen (* 21. August 1833 in Schönebeck (Elbe); † 22. Februar 1886 in Deutz) war ein preußischer Generalmajor und Kommandeur der 15. Kavallerie-Brigade.

## Leben

### Herkunft
Udo war ein Sohn des preußischen Oberst und Herrn auf Bleckenrode Ernst Ludwig von Westernhagen (1797–1865) und dessen Ehefrau Albertine Eleonore, geborene Kramer (1802–1848).

### Militärkarriere
Nach dem Besuch der Kadettenhäuser in Potsdam und Berlin wurde Westernhagen am 26. April 1852 als Sekondeleutnant dem 5. Ulanen-Regiment der Preußischen Armee überwiesen. Er diente von Oktober 1852 bis Juni 1853 als Regimentsadjutant, war vom 1. Oktober 1855 bis zum 30. August 1857 zur Militärreitschule nach Schwedt/Oder kommandiert und stieg zum Premierleutnant auf. Unter Beförderung zum Rittmeister erfolgte am 31. Mai 1859 seine Ernennung zum Chef der 2. Eskadron. Während der Mobilmachung anlässlich des Sardinischen Krieges war Westernhagen 1859 Führer der mobilen 2. Eskadron seines Regiments und wurde vom 26. August 1859 bis zum 16. Mai 1860 als Abteilungskommandeur zum Trainbataillon des VII. Armee-Korps kommandiert. Am 12. April 1864 übernahm er die 4. Eskadron seines Regiments und war 1866 während des Krieges gegen Österreich Führer der Ersatzeskadron des Regiments.
Westernhagen stieg am 18. Juni 1869 zum Major auf und nahm zu Beginn des Krieges gegen Frankreich an den Schlachten bei Colombey sowie Noisseville teil. Während der Belagerung von Metz wurde er am 6. September 1870 als etatmäßiger Stabsoffizier in das Schleswig-Holsteinische Ulanen-Regiment Nr. 15 und beteiligte sich an den Kämpfen bei Orleans, Le Mans, Bazoches-les-Gallerandes, Nouan, Saint Amand, Savigny, Vancé, Chassillé und Laval. Vom 13. September bis zum 21. Dezember 1870 war er zugleich Führer des Regiments und erhielt für sein Wirken das Eiserne Kreuz sowie das Mecklenburgische Militärverdienstkreuz II. Klasse.
Unter Stellung à la suite beauftragte man Westernhagen am 22. Januar 1874 mit der Führung des 2. Rheinischen Husaren-Regiments Nr. 9 und ernannte ihn am 17. Februar 1874 zum Regimentskommandeur. In dieser Stellung stieg er bis Ende März 1877 zum Oberst auf. 1881 machten sich erste Anzeichen einer schweren Krankheit bemerkbar und er nahm daraufhin einen Kuraufenthalt in Italien. Unter Stellung à la suite seines Regiments erfolgte am 12. Dezember 1882 seine Ernennung zum Kommandeur der 15. Kavallerie-Brigade in Deutz sowie am 3. August 1883 die Beförderung zum Generalmajor. Am 23. September 1884 wurde Westernhagen mit dem Roten Adlerorden II. Klasse mit Eichenlaub ausgezeichnet. Er starb an seiner schweren Erkrankung am 22. Februar 1886 in Deutz.

### Familie
Westernhagen heiratete am 10. Juli 1862 in Teistungenburg Sophie Felber (1840–1929), eine Tochter des Amtsmanns und Besitzers von Teistungenburg Gustav Wilhelm Felber. Das Paar hatte mehrere Kinder:
- Bertha (1863–1931) ⚭ 1904 Paul von Uthmann (1857–1918), preußischer Generalmajor
- Ernst (1865–1921), preußischer Rittmeister ⚭ 1913 Martha von Dewitz genannt von Krebs (* 1881)[1] (geschieden 1910 von Max Julius Valentin von Massow (* 1877)[2])
- Ida (* 1867)
- Gustav (1868–1942), preußischer Generalmajor, Militärattaché
- Thilo (1869–1928), preußischer Oberst
- Armgard (* 1870)
- Katharine (* 1872) ⚭ Hilmar Schmidt von Schmidtseck († 1912), Landrat und Herr auf Woplanken